# Érick Vallecillo
Érick Cecilio Vallecillo Paguada (Sonaguera, 29 gennaio 1980) è un calciatore honduregno, difensore del Miami United.

## Carriera

### Club
Ha giocato nel campionato honduregno e statunitense.

### Nazionale
Con la maglia della Nazionale ha collezionato 34 presenze tra il 2003 e il 2007, venendo anche convocato per tre edizioni della Gold Cup.